# Кейти Джейкъбс
Кейти Джейкъбс (на английски: Katie Jacobs) е американски продуцент и режисьор. Заедно със съпруга си Пол Атаназио ръководи продуцентската компания Heel and Toe Films, която продуцира сериала „Д-р Хаус“. Джейкъбс прави режисьорския си дебют в „Д-р Хаус“, режисирайки два епизода от трети сезон.